# Schüler/innen an die Unis
Das Programm Schüler/innen an die Unis, ähnlich dem deutschen Schülerstudium, ist ein vom Österreichischen Zentrum für Begabtenförderung und Begabungsforschung (ÖZBF) betreutes Projekt. Es ermöglicht besonders motivierten und/oder begabten Schülern, kostenlos Lehrveranstaltungen an österreichischen Universitäten und Fachhochschulen zu belegen. Absolvierte Lehrveranstaltungsprüfungen werden nach der Reifeprüfung und Inskription als ordentlicher Hörer voll angerechnet. Außerdem wird vom ÖZBF eine Teilnahmebestätigung für das Programm ausgestellt.

## Teilnahme am Programm
Die Teilnahme an Schüler/innen an die Unis ist für alle interessierten Schüler möglich. Vorausgesetzt von Seiten des ÖZBF werden ein Motivationsschreiben, die Zustimmung der jeweiligen Schule und der Erziehungsberechtigten. Außerdem müssen die Schüler pro Semester eine Lehrveranstaltung absolvieren und das Zeugnis dem ÖZBF vorlegen.
Voraussetzung der Universitäten ist meist ein Mindestalter von 15 oder 16 Jahren, in Ausnahmefällen ist ein Studium jedoch auch früher möglich. 
Mit Zustimmung der Schule können Projektteilnehmer für den Besuch von Lehrveranstaltungen auch vom Unterricht freigestellt werden (laut SchUG § 45 Abs. 4 Möglichkeit des Fernbleibens von der Schule aus wichtigen Gründen). Außerdem werden sie von der Studiengebühr befreit. Gemäß Universitätsgesetz 2002 (UG 2002 § 70 (1) ist es in Österreich für Schüler möglich, als außerordentliche Hörer an der Universität zu studieren. 
Die Dauer der Teilnahme am Programm kann individuell gewählt werden, es gibt keine zeitliche Beschränkung. Da das Studium vor allem auch als Orientierungsmöglichkeit gedacht ist, müssen sich die Schüler nicht auf ein Studienfach festlegen, sondern können die Lehrveranstaltungen besuchen, die sie besonders interessieren.

## Hilfestellungen des ÖZBF
Das ÖZBF bietet den Schülern in folgenden Bereichen Unterstützungen an:
- Kontaktaufnahme mit Universität und Schulbehörden
- Hilfestellung bei rechtlichen Fragen
- Information und Vernetzung
- Schaffen einer Anerkennungskultur für besondere Begabungen

## Ziele
Zu den Vorteilen zählen:
- Frühzeitige Orientierungsmöglichkeit – die Schüler haben im Rahmen des Programms die Möglichkeit, sich einen Überblick über das universitäre Angebot zu verschaffen und so festzustellen, welches Studienfach ihnen zusagt.
- Wissensvertiefung – die Schüler können sich außerhalb der Schule mit Themengebieten beschäftigen, die sie besonders interessieren.
- Schaffen einer Anerkennungskultur für besondere Begabungen – die Schüler können ihre Fähigkeiten in einem  begabungsförderlichen Umfeld umsetzen.
- Verkürzung der Studienzeit – mögliche Orientierungssemester entfallen und absolvierte Lehrveranstaltungen werden anerkannt.
- Kennenlernen des Universitätslebens – die Schüler können feststellen, ob ihnen ein Studium zusagt und Kontakte knüpfen.

## Geschichte des Programms
Beim Programm handelt es sich um eine Initiative des BMBWK (das ehemalige Bundesministerium für Bildung, Wissenschaft und Kultur) und des ÖZBF, gemeinsam mit den Universitäten und den Bundesländer-Koordinationsstellen für Begabungs- und Begabtenförderung. Das Programm wurde im Wintersemester 2000/01 als Pilotprojekt ins Leben gerufen; mittlerweile besuchen durchschnittlich 45 österreichische Schüler pro Semester Lehrveranstaltungen an Universitäten und Fachhochschulen.